# Seconda serata Estate
Seconda serata Estate è stato un programma televisivo, andato in onda su Rai 2 nell'estate del 2011 ogni mercoledì alle 23.00, condotto da Monica Setta.

## Il programma
Il programma, condotto da Monica Setta, consisteva nel mettere in scena un parallelo tra l'estate degli anni ‘60 e quella del 2011. Andando a spulciare negli archivi dell'epoca e con il materiale delle teche Rai, l'obiettivo di Monica Setta è di capire come sono cambiati i costumi e gli interessi degli italiani in vacanza.
Il programma prevedeva poi un talk dedicato alle notizia più discussa della settimana che la conduttrice sceglie tra quelle più cliccate sui siti web di informazione. Lo studio accoglieva diversi ospiti, veri e propri opinionisti a cui spetta “tirare le fila del discorso”. Spazio anche a rubriche di servizio dedicate ai costi delle vacanze, agli animali abbandonati e agli anziani che spesso rimangono soli durante l'estate.
Il 6 luglio 2011 è andata in onda l'ultima delle sei puntate previste, registrando complessivamente una media del 6% di share.

## Interviste Faccia a Faccia
Monica Setta veste i panni dell'intervistatrice in ogni puntata a un personaggio del mondo dello spettacolo e della cultura, protagonista dell'anno-tema della serata.
- Prima puntata: Catherine Spaak
- Seconda puntata: Eleonora Giorgi
- Terza puntata: Leonardo Bongiorno
- Quinta puntata: Marina Ripa di Meana